# 北美梨寧
北美 梨寧（きたみ りね、2002年5月28日 - ）は、日本のタレント、アイドルであり、女性アイドルグループいぎなり東北産のメンバー。宮城県出身。スターダストプロモーション仙台営業所所属。

## 人物
愛称は、りねこ。小学6年生の頃に友達と浴衣を着て夏祭りに行った際にスカウトされたのがきっかけとなり芸能界入り。当時から身長は155cm超あり、高校生と間違えられたという。
趣味は、ダンス、音楽鑑賞、ドラマ鑑賞、管楽器（サックス、チューバ）。特技はハーモニカ。小さい頃から足の速さには自信があり、いぎなり東北産内でも1番の俊足である。座右の銘は、1%の光を100%信じて。

### BEAUTY
キャッチコピーは「KITABEAUTY 魔女 RINE」（キタビューティー）。ショッピングとファッションとメイクが大好き。新しいお洋服を身にまとって外出をするのは、テーマパークに遊びに行くくらいのワクワク感があるという。2025年、三井アウトレットパークとのコラボレーションユニット スタプラ超お買い物♡同好会「Shopping Planet」のメンバーに選抜され、コラボレーションイベントを実施した。2025年4月発売の雑誌『DIGVII vol.2』に令和アイドル界のビジュアルクイーンのバズ顔メイクとして掲載された。
ダンスは元々苦手であったが、努力を重ねた結果、2018年のイベント夏Sで「ダンス上手いユニット」に選抜されるまでに上達した。ライブの際は指先から髪の毛一本一本まで神経を巡らせて常に美しくあること（北Beauty）を意識している。
2024年、ずっと憧れていたヘアケア用品とのコラボ（シークレットサロン シャインオイルミスト）が決まり、グループを代表してコメントした。美容のためにヘアケア、入浴剤でリラックス、春の花粉対策などを心掛けている。
いぎなり東北産リーダーの橘花怜は北美について「りねは、KITABEAUTY（キタビューティー）というキャッチ通りの東北の黒髪美人ですね。韓国のファッションや美容情報をよくチェックしていて、ヘアアレンジもメイクもすべてが“美”って感じです。いつも“美”のオーラを撒き散らしてます」と解説している。SHIBUYA109 2024年8月トレンドランキング #今月話題の人 第1位。
言われてうれしい一言「韓国行きチケット当たりました」。新年の誓いに「大好きなK-POPから学んで、ステージでより魅了できるようになる」を掲げた。自身のアイドルグループのライブと重なりK-POPアイドルのライブに行けないこともあるが、「大好きな人と同じ存在（アイドル）であることは誇り。ライブの日に大好きな人も頑張っているんだから、私も頑張らなきゃ」とポジティブに自分を鼓舞している。
K-POPアイドルについて「笑顔や勇気をくれる存在で私の活力の1つです。私もこんなふうに皆さんに良い影響を与えられる存在になることが目標です。皆さんの笑顔の理由になれるように。」とコメントした。MBTIはグループ唯一のESTJ（幹部型）。いぎなり東北産3rdアルバム「東北産万博」に、吉瀬真珠とのユニット楽曲としてK-POPテイストが盛り込まれたガールズポップ『イヤギハジャ』（이야기하자 お話ししよう）が収録されている。

### いぎなり東北産として
- いぎなり東北産でのメンバーカラーは紫 。状況を読むことが得意なクレバーガール[22]。
- 東北のおすすめは「鳴子温泉」
- 公式ファンクラブ「いぎなり東北ファン倶楽部」でメンバーコンテンツ「ANONE RINENE RADIO」を更新している。
- 普段から常に冷静でいることができ、本番前にメンバーが慌てたり緊張したりしてるときは「大丈夫だよ」と声をかけたりしながら常に落ち着いて過ごしている。その一方で、メンバーとはしゃいだり楽しいことをするのが好きな一面もある。[9]
- 人見知りではあるが、しゃべることが大好き。メンバーからは「おしゃべりが上手」「トークをまとめるのがうまい！」などと褒められている[23]
- いぎなり東北産としての目標の一つが「東北の誇り」となること。いぎなり東北産の活動を通して、今まで気付けなかった東北のすてきなところにたくさん出会うことができ、これからもっともっと東北の良さを伝えられるような、東北の誇りになれるようなグループを目指していきたいという[24]。
- いぎなり東北産の強みの一つに、メンバー全員が異なるキャラで個性が強いにもかかわらず、チーム力・団結力などが強いことを挙げている[25]。グループの魅力について、かわいい曲からかっこいい曲、楽しい曲など、幅広い楽曲があったり、9人の個性がぎゅっとつまったパフォーマンスやMC、色の濃いライブを挙げている[26]。
- 2017年1月「俺のネクストガール2017 〜もちろん藤井〜」で優勝したのを印象に残っているステージに挙げ、「意識が変わった」「メンバーとの絆が深まった」「私がアイドルとして一皮むけたステージ」[27][28][29]「初めから終わりまで120%の力でやりきった」と振り返った[30]
- 2020年、初のクラウドファンディングプロジェクト「新曲『re;star』初のメイク＆新衣装でMV制作したい！」の開始にあたり、「皆様いつも応援していただきありがとうございます。今回クラウドファンディングで皆様の力をお借りして新曲「re;star」のMV撮影を行いたいと思っております。いつも応援してくださる皆様へ恩返しの気持ちと、この様な状況の中で不安なことばかりだと思いますが、少しでも多くの方の不安を取り除き、笑顔になっていただけるような素敵なMVをお届けしたいと思っております。何卒ご協力の程よろしくお願い致します。」と呼びかけた。[31]
- 2023年のいぎなり東北産を振り返って「今年（2023年）は私たちの激しいライブを見て、泣いちゃったとか、心にぐっときたって言ってくれる人が多いなと感じている」と語っている[32]。

### その他
- イチオシごはんは「カキフライ」。もともとは食べられなかったが、東日本放送『三又ノ番組』の収録で新鮮なカキを食べたのをきっかけにカキの魅力を知った[33][34]。東北の動画・情報配信サービス topo『めざせ地上波 いぎなり配信中！』の食リポ王決定戦で優勝し、khb東日本放送『突撃!ナマイキTV』（2025年1月23日放送）に生出演し食リポをした。
- 宮城県産（宮城出身）としてWEB『月刊まっぷる』の「仙台推しガイド」（2023年3月号）で仙台の魅力を紹介している。クリーム大福の喜久福はちょっと凍っている状態で食べるのがおすすめとのこと[35]。
- かき氷が大好きで、夏に限らず、冬もかき氷屋さんに足を運ぶほど[36]。
- 2022年夏の甲子園で母校の仙台育英学園高等学校が優勝し[37]、いぎなり東北産が「優勝おめでとうイベント2022」を開催した際には、仙台育英の野球部監督から感謝の花が届けられた[38]。
- 2023年、北美が制作に参加した喜久屋書店仙台店のポップが「薫る花は凛と咲く」店頭装飾コンクールで優秀賞を受賞した[39]。
- 寝ることが好き[40]
- 普通自動車免許を所持している。

## 略歴
- 小学6年生の時にスカウトされ事務所に入る[27]
- 2015年8月、いぎなり東北産の結成メンバーとなる
- 2018年7月28日、夏S 2018 ももクロトリビュート 〜みんなで10周年をお祝いしちゃうぞ！〜（@メットライフドーム）にて「ダンス上手いユニット」に参加[41][42]
- 2019年4月14日、フジテレビ系列「ワイドナショー」に出演
- 2021年5月29日、北美梨寧 生誕祭 〜KITA★BEAUTY〜（@仙台Rensa）を開催[43]
- 2023年2月5日、個人Instagram[44]を開設。
- 2024年5月28日、北美梨寧 生誕祭 〜RINEKOのにゃんにゃBIRTHDAY〜（@SHIBUYA PLEASURE PLEASURE）を開催。
- 2024年10月、個人TikTok[45]を開設。
- 2025年、三井アウトレットパーク限定ユニット スタプラ超お買い物♡同好会「Shopping Planet」に選抜され、三井アウトレットパーク関東5施設とコラボレーションイベントを実施した[46]。
- 2025年5月18日、北美梨寧 生誕祭 『北美梨寧のお誕生日パ--ティ---♡』（@Club eX）を開催。

## 出演

### テレビ
- 三又ノ番組（2017年7月23日、東日本放送）
- ワイドナショー（2019年4月14日、フジテレビ系列） - ワイドナ現役高校生として出演[47]
- サタデーウォッチン！（2021年1月23日、東北放送）[48]
- コアラモード.小幡康裕のガチンコスターダストプラネット（2022年6月21日、フジテレビNEXT） - 辛島美登里『サイレント・イヴ』を歌唱
- みやぎUP-DATE SP（2023年8月5日、NHK総合 宮城県内） - 11月2日にNHK総合（全国）でも放送
- Iwateen 雫石・西和賀を巡る旅へ（2024年5月11日、NHK総合 岩手県内）
- 突撃!ナマイキTV（2025年1月23日、東日本放送） - 生出演で食リポ

### コラボレーション
- スタプラ超お買い物♡同好会「Shopping Planet」 - 三井アウトレットパーク関東5施設とのコラボレーションユニットに選抜[49][50]
  - オリジナル楽曲「三井アウトレットパークでスペシャルなお買い物」が館内にて放送、館内装飾 ほか

### ラジオ
- DJ Tomoaki's Radio Show! （2022年5月5日 2023年4月13日 10月26日ほか、下北FM）[51]
- アイドルジェネレーション（2025年4月24日、ラジオNIKKEI第1）

### 映画
- 有り、触れた、未来（2023年3月公開）[52]

### 雑誌
- IDOL AND READ 031（2022年7月7日、シンコーミュージック・エンタテイメント）
- VVmagazine Vol.120（2024年6月28日、ヴィレッジヴァンガード）
- IDOL FILE（シンコーミュージック・エンタテイメント）
  - Vol.31 French Girly（2023年10月27日）
  - Vol.33（2024年9月20日）
- DIGVII vol.2（2025年4月28日、主婦と生活社）[53][54] - 令和アイドル界のビジュアルクイーン

### WEB
- いっきゅうオンデマンド（2021年3月1日 3月9日 3月23日、YouTube）[3][30]
- やかんとアイドル（2023年11月4日 - 11月8日 全5回、YouTube）[55]
- 里菜と池田のイケティるTV（2024年8月13日、 YouTube WALLOP STUDIO）
- めざせ地上波 いぎなり配信中！（2023年12月 - 、東北の動画・情報配信サービス topo） - 企画「食リポ王決定戦」で優勝

### イベント
- アイふた vol.44（2023年9月28日、渋谷LOFT9）
- 東京やかんランド vol.4 「新星組〜幕末薬缶見廻隊〜」（2023年12月5日、KANDA SQUARE HALL） - お雪 役